# Coupe de Pologne masculine de handball
La Coupe de Pologne masculine de handball est une compétition de handball à élimination directe créée en 1958 qui oppose les meilleurs clubs masculins de Pologne.
Comme en championnat, la compétition est dominée par le KS Kielce, vainqueur en 2025 de sa 18e coupe, et le Wisła Płock, vainqueur en 2024 de sa 13e coupe (la troisième consécutive), est son principal concurrent.

## Palmarès
Le palmarès est le suivant :
| Saison    | Vainqueur           | Finaliste       |             |
| --------- | ------------------- | --------------- | ----------- |
| 1959      | Śląsk Wrocław       |                 |             |
| 1959/1960 | Sparta Katowice     | Wybrzeże Gdańsk |             |
| 1961      | Non disputé         | Non disputé     | Non disputé |
| 1962      | Non disputé         | Non disputé     | Non disputé |
| 1963      | Non disputé         | Non disputé     | Non disputé |
| 1964      | Non disputé         | Non disputé     | Non disputé |
| 1964/1965 | Śląsk Wrocław       |                 |             |
| 1965/1966 | KS Spójnia Gdańsk   |                 |             |
| 1966/1967 | Non disputé         | Non disputé     |             |
| 1967/1968 | KS Spójnia Gdańsk   |                 |             |
| 1968/1969 | Śląsk Wrocław       |                 |             |
| 1969/1970 | KS Spójnia Gdańsk   |                 |             |
| 1970/1971 | Stal Mielec         |                 |             |
| 1971/1972 | WKS Grunwald Poznań | Śląsk Wrocław   |             |
| 1972/1973 | KS Anilana Łódź     | Śląsk Wrocław   |             |
| 1973/1974 | Non disputé         | Non disputé     |             |
| 1974/1975 | Non disputé         | Non disputé     |             |
| 1975/1976 | Śląsk Wrocław       |                 |             |
| 1976/1977 | KS Anilana Łódź     |                 |             |
| 1977/1978 | Hutnik Nowa Huta    | Wybrzeże Gdańsk |             |
| 1978/1979 | WKS Grunwald Poznań |                 |             |
| 1979/1980 | WKS Grunwald Poznań |                 |             |
| 1980/1981 | Śląsk Wrocław       |                 |             |
| 1981/1982 | Śląsk Wrocław       |                 |             |
| 1982/1983 | Hutnik Nowa Huta    |                 |             |
| 1983/1984 | Pogoń Zabrze        |                 |             |
| 1984/1985 | KS Kielce           |                 |             |
| 1985/1986 | Hutnik Nowa Huta    |                 |             |
| 1986/1987 | Pogoń Szczecin      |                 |             |
| 1987/1988 | Pogoń Zabrze        |                 |             |
| 1988/1989 | Śląsk Wrocław       |                 |             |
| 1989/1990 | Pogoń Zabrze        |                 |             |
| 1990/1991 | Non disputé         | Non disputé     |             |
| 1991/1992 | Petrochemia Płock   | KS Kielce       |             |

| Saison    | Vainqueur                                   | Finaliste                                   |
| --------- | ------------------------------------------- | ------------------------------------------- |
| 1992/1993 | Zagłębie Lubin                              |                                             |
| 1993/1994 | Warszawianka Varsovie                       |                                             |
| 1994/1995 | Petrochemia Płock                           | KS Kielce                                   |
| 1995/1996 | Petrochemia Płock                           | KS Kielce                                   |
| 1996/1997 | Petrochemia Płock                           | KS Kielce                                   |
| 1997/1998 | Petrochemia Płock                           | AZS AWF Biała Podlaska                      |
| 1998/1999 | Petrochemia Płock                           | AZS AWF Biała Podlaska                      |
| 1999/2000 | KS Kielce                                   | AZS AWF Biała Podlaska                      |
| 2000/2001 | Wisła Płock                                 | KS Kielce                                   |
| 2001/2002 | Warszawianka Varsovie                       | KS Kielce                                   |
| 2002/2003 | KS Kielce                                   | Wisła Płock                                 |
| 2003/2004 | KS Kielce                                   | Wisła Płock                                 |
| 2004/2005 | Wisła Płock                                 | Śląsk Wrocław                               |
| 2005/2006 | KS Kielce                                   | Wisła Płock                                 |
| 2006/2007 | Wisła Płock                                 | KS Kielce                                   |
| 2007/2008 | Wisła Płock                                 | KS Kielce                                   |
| 2008/2009 | KS Kielce                                   | Zagłębie Lubin                              |
| 2009/2010 | KS Kielce                                   | Zagłębie Lubin                              |
| 2010/2011 | KS Kielce                                   | Wisła Płock                                 |
| 2011/2012 | KS Kielce                                   | Wisła Płock                                 |
| 2012/2013 | KS Kielce                                   | Wisła Płock                                 |
| 2013/2014 | KS Kielce                                   | Wisła Płock                                 |
| 2014/2015 | KS Kielce                                   | Wisła Płock                                 |
| 2015/2016 | KS Kielce                                   | Wisła Płock                                 |
| 2016/2017 | KS Kielce                                   | Wisła Płock                                 |
| 2017/2018 | KS Kielce                                   | KS Azoty-Puławy                             |
| 2018/2019 | KS Kielce                                   | Wisła Płock                                 |
| 2019/2020 | arrêtée à cause de la pandémie de Covid-19. | arrêtée à cause de la pandémie de Covid-19. |
| 2020/2021 | KS Kielce                                   | SPR Tarnów                                  |
| 2021/2022 | Wisła Płock                                 | KS Kielce                                   |
| 2022/2023 | Wisła Płock                                 | KS Kielce                                   |
| 2023/2024 | Wisła Płock                                 | KS Kielce                                   |
| 2024/2025 | KS Kielce                                   | Wisła Płock                                 |

## Bilan
| Club                          | Titres  | Saisons |
| ----------------------------- | ------- | --- |
| KS Kielce                     | 18      | 1985, 2000, 2003, 2004, 2006, 2009, 2010, 2011, 2012, 2013, 2014, 2015, 2016, 2017, 2018, 2019, 2021, 2025 |
| Petrochemia/Orlen/Wisła Płock | 12      | 1992, 1995, 1996, 1997, 1998, 1999, 2001, 2005, 2007, 2008 2022, 2023, 2024                                |
| Śląsk Wrocław                 | 7       | 1959, 1965, 1969, 1976, 1981, 1982, 1989                                                                   |
| KS Spójnia Gdańsk             | 3       | 1966, 1968, 1970                                                                                           |
| WKS Grunwald Poznań           | 3       | 1972, 1979, 1980                                                                                           |
| Hutnik Kraków                 | 3       | 1978, 1983, 1986                                                                                           |
| Pogoń Zabrze                  | 3       | 1984, 1988, 1990                                                                                           |
| KS Anilana Łódź               | 2       | 1973, 1977                                                                                                 |
| Warszawianka Varsovie         | 2       | 1994, 2002                                                                                                 |
| Sparta Katowice               | 1       | 1960 |
| Stal Mielec                   | 1       | 1971 |
| Pogoń Szczecin                | 1       | 1987 |
| Zagłębie Lubin                | 1       | 1993 |
| Non disputé / Arrêté          | 8       | 1961, 1962, 1963, 1967, 1974, 1975, 1991, 2020                                                             |
| Total                         | 58 (+8) | 1959-2025                                                                                                  |